# تسخیرناپذیران
تسخیرناپذیران (به انگلیسی: The Untouchables) فیلمی آمریکایی اثر برایان دی پالما است. بازیگرانی همچون رابرت دنیرو، شان کانری، چارلز مارتین اسمیت، اندی گارسیا و کوین کاستنر در آن نقش آفرینی می‌کنند.
این فیلم از دیدگاه بسیاری از منتقدان یکی از شاهکارهای دهه هشتاد میلادی است. از نقاط قوت این فیلم می‌توان به کارگردانی بی نظیر آن اشاره کرد.
بازی در این فیلم نقطه پرتابی برای بازیگرانی همچون کوین کاستنر و اندی گارسیا بوده‌است. کوین کاستنر پس از این فیلم به ستاره‌ای بسیار محبوب بدل شد و سه سال بعد از بازی در این فیلم موفق به دریافت جایزه اسکار برای نقش آفرینی در فیلم رقصنده با گرگ‌ها شد و اندی گارسیا هم پس از بازی در این اثر به ستاره‌ای قدرتمند بدل گشت.
آنچه در این فیلم بیش از همه جلب نظر می‌کند بازی خیره‌کننده دنیرو و کانری است که بر بازی دیگران سایه افکنده‌است. شان کانری بخاطر بازی در این فیلم موفق به کسب جایزه اسکار گشت.

## خلاصه داستان
مأمور فدرال، «الیوت نس» یک تیم کوچک تشکیل می‌دهد تا سردسته خلافکاران شیکاگو، «آل کاپون» را پای میز محاکمه بیاورد.

## جوایز
- برنده جایزه اسکار بهترین بازیگر نقش مکمل مرد: شان کانری
- نامزد جایزه اسکار بهترین موسیقی متن: انیو موریکونه
- نامزد جایزه اسکار بهترین طراحی صحنه: پاتریزیا وان براندنشتاین، ویلیام ای. الیوت، هال گاسمن
- نامزد جایزه اسکار بهترین طراحی لباس: مریلین ونس